# Dan Reeves
Daniel Farrell Reeves, detto Dan (New York, 30 giugno 1912 – New York, 15 aprile 1971), è stato un dirigente sportivo statunitense, proprietario dei Cleveland/Los Angeles Rams della National Football League, indotto nella Pro Football Hall of Fame nel 1967.

## Biografia
Reeves nacque da genitori irlandesi, James Reeves e Rose Farrell. Suo padre e lo zio, Daniel, erano passati da venditori ambulanti di frutta a proprietari di una catena di supermercati, portando benessere alla famiglia. Diplomato a Newman School a Lakewood, New Jersey, Reeves frequentò la Georgetown University, lasciandola però prima di conseguire la laurea. Mentre frequentava Georgetown, Reeves incontrò la sua futura moglie, Mary V. Corroon che sposò il 25 ottobre 1935. Nel 1941, Reeves acquistò i Cleveland Rams della NFL per 100.000 dollari , trasferendoli a Los Angeles cinque anni dopo, poco dopo la vittoria del titolo del 1945.
La squadra vedeva tra le proprie vide file alcune tra le maggiori stelle del football dell'epoca, andando a vincere quattro titoli di division in sette anni e un secondo campionato NFL nel 1951. In quegli anni, grandi folle seguirono i Rams al Los Angeles Memorial Coliseum, con un massimo di 102.368 spettatori per una gara contro i San Francisco 49ers nel 1957. Per 22 volte il Coliseum superò gli 80.000 spettatori durante i primi vent'anni dei Rams in California.
L'innovativo Reeves lasciò il proprio impatto in diversi aspetti del football professionistico. Fondò il celebre programma "Free Football for Kids" per permettere ai giovani di giocare a football in tenera età. Firmò l'ex stella di UCLA, Kenny Washington, nella primavera del 1946, rendendolo il primo giocatore afroamericano a militare nella NFL dal 1933. I suoi esperimenti nei primi anni della televisione furono inoltre pionieristici per la futura diffusione del football sul piccolo schermo. Infine, Reeves fu il primo ad assumere uno staff di osservatori a tempo pieno.